# Vertrag von Buscha
Der Vertrag von Buscha (polnisch Traktat w Buszy) beendete zeitweilig den Konflikt zwischen Polen-Litauen und dem Osmanischen Reich.

## Vorgeschichte
Der Polnisch-osmanische Frieden von 1607 war recht brüchig, da es zum Konflikt um Moldau kam, in dessen innere Angelegenheiten beide Vertragsparteien intervenieren wollten. Hetman Stanisław Żółkiewski begab sich daher zu Verhandlungen mit den Osmanen.

## Beschlüsse
Polen erkannte an, dass Moldau zum Einflussgebiet des osmanischen Reichs gehört und die Osmanen den Gospodar von Moldau bestätigen müssen, damit dieser sein Amt antreten kann. Polen erklärte sich mit der Schleifung der Festung in Berschad einverstanden und übergab die Festung Chotyn an Moldau.

## Nachgang
Sigismund III. Wasa hatte den Rücken frei für seine Intervention in Moskau. Nachdem der Krieg mit Russland im Vertrag von Deulino 1618 beendet wurde, begann 1620 erneut der Konflikt mit dem osmanischen Reich. Dieser wurde im Frieden von Chotyn 1621 beigelegt, wobei die Vereinbarungen von Buscha zum großen Teil bestätigt wurden.